# Roberto Mandelli
Pas d'image ? Cliquez ici

a Compétitions nationales et continentales officielles uniquement.

b Matchs officiels uniquement.
Dernière mise à jour le 27 septembre 2018.
Roberto Mandelli, né le 10 avril 1979 à Brescia en Lombardie, est un joueur italien de rugby à XV italien jouant deuxième ligne ou troisième ligne, d'1,93 m pour 103 kg. 

## Biographie
Roberto Mandelli a honoré sa première cape internationale le 20 mars 2004 à Dublin avec l'équipe d'Italie pour une défaite 19-3 contre l'Irlande.

## Équipe nationale
- 9 sélections
- Tournoi des Six Nations disputé: 2004 et 2007
- Coupe du monde de rugby à XV disputée: aucune.